# Konstantin (Ostrovskij)
Konstantin (světským jménem: Ilja Konstantinovič Ostrovskij; * 3. srpna 1977, Moskva) je ruský duchovní Ruské pravoslavné církve a její metropolita káhirský a severoafrický.

## Život
Narodil se 3. srpna 1977 v Moskvě.
Roku 1994 dokončil střední školu a dětskou církevní hudební školu pro chrámu Zesnutí přesvaté Bohorodice v Krasnogorsku. Do roku 1995 sloužil na různých pozicích v chrámu Zesnutí přesvaté Bohorodice.
Roku 1995 začal studovat na Moskevském duchovním semináři a roku 1999 na Moskevské duchovní akademii.
V letech 1997–2002 byl hypodiákonem metropolity krutického a kolomenského Juvenalije (Pojarkova).
Dne 9. října 1998 byl rektorem Moskevských duchovních škol arcibiskupem verejským Jevgenijem (Rešetnikovem) uveden do služby čtece.
Dne 6. ledna 2001 jej metropolita Juvenalij rukopoložil na diákona a 2. prosince 2002 na jereje. Při svěcení mu bylo uděleno právo nosit nabedrennik.
Roku 2002 byl jmenován prorektorem pedagogické činnosti Kolomenského duchovního semináře. Od roku 2003 vedl sbor semináře a přednášky komparativní teologii.
V letech 2003–2006 byl členem eparchiální správy moskevské eparchie.
Od roku 2004 sloužil jako duchovní chrámu Uvedení přesvaté Bohorodice do chrámu při Kolomenském duchovním semináři a sekretář bohoslužebné komise eparchie. O rok později se stal předsedou oddělení náboženského vzdělávání a katecheze moskevské eparchie.
Od roku 2009 působil jako regent chóru moskevské eparchie a od roku 2011 kurzů misií a katecheze.
Dne 26. července 2012 jej Svatý synod zvolil biskupem zarajským a vikářem moskevské eparchie a rektorem Kolomenského duchovního semináře. Dne 29. července 2012 byl povýšen na archimandritu.
Dne 31. července 2012 byl oficiálně jmenován biskupem a 12. srpna proběhla v chrámu Třech světitelů Kolomenského duchovního semináře jeho biskupská chirotonie. Světiteli byli patriarcha moskevský Kirill, metropolita krutický a kolomenský Juvenalij (Pojarkov), metropolita saranský a mordovský Varsonofij (Sudakov), arcibiskup možajský Grigorij (Čirkov), arcibiskup verejský Jevgenij (Rešetnikov) a biskup solněčnogorský Sergij (Čašin).
Dne 25. srpna 2020 byl ustanoven předsedou Mezisoborní komise pro bohoslužbu a církevní umění.
Dne 13. dubna 2021 byl.jmebovan vikářem metropolity krutického a kolomenského.
Dne 1. července 2022 se stal čestným členem Moskevské duchovní akademie.
Dne 25. srpna 2022 jej Svatý synod ustanovil vikářem patriarchy moskevského a celé Rusi. Současně byl pověřen vedením misijního oddělení.
Dne 14. září 2022 byl jmenován představeným chrámu svatého Filipa Moskevského v Měščanské slobodě.
Od 24. srpna 2023 je členem Synodní bohoslužebné komise.
Dne 11. října 2023 byl Svatým synodem jmenován patriarchálním exarchou Afriky.
Dne 16. února 2024 rozhodl posvátný Synod Alexandrijského patriarchátu o zbavení sana biskupa Konstantina. Sám biskup Konstantin v rozhovoru s RIA Novosti k tomu řekl: "jsem biskup Ruské Pravoslavné Církve, podřizuji se Patriarchovi Moskevskému a celé Rusi jako jeho vikář a Posvátnému Synodu Ruské Pravoslavné Církve jako kterýkoli z jejích biskupů.". Dne 12. března 2024 rozhodl Posvátný Synod Ruské Pravoslavné Církve: "považovat za nezákonné a neplatné rozhodnutí Synodu Alexandrijského patriarchátu o "zbavení sana" úřadujícího patriarchy Exarchy Afriky biskupa Zaraiského Konstantina", a také ho schválil jako patriarchu Exarchy Afriky.
Dne 24. března 2024 byl v Katedrále Krista Spasitele v Moskvě v souvislosti s potvrzením Patriarchálního exarchy Afriky patriarchou Kirillem povýšen do hodnosti metropolity.
Dne 29. srpna 2024 byl dekretem patriarchy Kirilla zproštěn funkce předsedy Misijního oddělení Moskevské (městské) diecéze s výrazem vděčnosti za odvedenou práci.
Od 24. července 2025 nese titul metropolity káhirského a severoafrického.